# Maria Ewing
Maria Louise Ewing (Detroit (Michigan), 27 maart 1950 – aldaar, 9 januari 2022) was een Amerikaanse operazangeres, die sopraan- en mezzosopraanrollen heeft gezongen. Ze staat bekend om zowel haar acteerwerk als haar zang.

## Biografie
Maria Ewing werd geboren in Detroit als jongste van vier dochters. Haar moeder Hermina Maria Veraar was Nederlands en haar vader Norman Isaac Ewing was een Amerikaan van Indiaanse, Afro-Amerikaanse en Schotse afkomst. Ze studeerde in 1968 af aan de Finney High School in Detroit. Ewing studeerde later in Cleveland (Ohio) en New York.
Ewing maakte in 1976 haar debuut bij de Metropolitan Opera in Mozarts Le nozze di Figaro. Haar eerste Europese optreden was in La Scala in Milaan als Mélisande in Claude Debussy's Pelléas et Mélisande. Haar repertoire omvatte Carmen, Dorabella in Mozarts Cosi fan tutte, Richard Strauss' Salome, de titelrol in L'Incoronazione di Poppea, Marie in Alban Bergs Wozzeck en Dmitri Sjostakovitsj' Lady Macbeth uit het district Mtsensk. Ewing is vooral bekend om haar interpretatie van Salome, waar de regieaanwijzingen van Oscar Wildes originele toneelstuk aangeven dat Salome aan het einde van de zogenaamde 'sluierdans' naakt aan Herodes' voeten ligt. Ewing verscheen volledig naakt, waar andere zangeressen lichaamskousen gebruikten. Ze zong ook Dido in Henry Purcells Dido and Aeneas.
Ewings discografie omvat videoversies van Salome, L'incoronazione di Poppea en Carmen en audioversies van Lady Macbeth of Mtsensk en Pelléas et Mélisande. Ze nam ook concertmuziek op van Maurice Ravel, Hector Berlioz en Claude Debussy en programma's met populaire Amerikaanse liederen. Ze zong Rosina in een Glyndebourne-productie van Il barbiere di Siviglia, beschikbaar op dvd.
Ewing zong ook jazz in live-optredens, onder meer met de band Kymaera in de Ronnie Scott's Jazz Club in Londen.

## Privéleven en overlijden
In 1982 trouwde ze met de Engelse theaterregisseur Sir Peter Hall, die haar regisseerde in Salome. Tijdens deze periode van haar leven kreeg ze de formele titel 'Lady Hall'. Samen kregen zij een dochter, Rebecca Hall, die actrice werd. Het echtpaar scheidde in 1990. Vanaf 2003 woonde Ewing in Sussex.
Ewing overleed in Detroit op 71-jarige leeftijd.
- Bibsys: 3072807
- Biblioteca Nacional de España: XX918709
- Bibliothèque nationale de France: cb139301361 (data)
- CiNii: DA04099666
- Gemeinsame Normdatei: 134369475
- International Standard Name Identifier: 0000 0001 1475 117X
- Library of Congress Control Number: n84040573
- MusicBrainz: d659ebb7-6e93-4a46-b491-8407497cf8a0
- Nationale Bibliotheek van Tsjechië: xx0158939
- Nationale bibliotheek van Australië: 36001084
- Nationale Bibliotheek van Israël: 987007423820805171
- Nederlandse Thesaurus van Auteursnamen: 073213225
- Réseau des bibliothèques de Suisse occidentale: 02-A003226912
- SNAC: w6r52273
- Système universitaire de documentation: 060982624
- Trove: 1179625
- Virtual International Authority File: 74040260
- WorldCat: E39PBJcwy4mDGyTJ6v387gWv73